# Canelli
Canelli es una localidad y comune italiana de la provincia de Asti, región de Piamonte, con 10.628 habitantes.
Canelli se encuentra en un recodo del río Belbo en el Alto Monferrato, cerca de la frontera con los Langhe. El área alrededor de la ciudad es rica en viñedos, se cree que es el lugar de nacimiento del vino espumoso Asti.
Los vecinos de comunas son Bubbio, Calamandrana, Calosso, Cassinasco, Loazzolo, Moasca y San Marzano Oliveto, en la provincia de Asti, y Santo Stefano Belbo en la provincia de Cuneo .

## Economía
La economía de Canelli se basa en la elaboración de vinos espumantes, y de todo lo relacionado con ella. La ciudad es, sin duda, una de las capitales mundiales del vino espumoso, gracias a bodegas históricas como Gancia, Bosca, Contratto, o Coppo, entre otras. Una presencia tan relevante de haciendas vinícolas ha favorecido también la aparición, a partir de la década de 1990, de numerosos talleres que producen máquinas enológicas.
Junto con la elaboración de vinos, el turismo es otra actividad fundamental en la localidad. Canelli ha recibido la Bandiera Arancione, el certificado de excelencia turístico-ambiental del Touring Club Italiano.

## Evolución demográfica
| Gráfica de evolución demográfica de Canelli entre 1861 y 2001 |
|                                                               |
| Fuente ISTAT - elaboración gráfica de Wikipedia               |